# When I’m Gone (Eminem-Lied)
When I’m Gone (englisch für „Wenn ich gegangen bin“) ist ein Lied des US-amerikanischen Rappers Eminem. Der Song ist die erste Singleauskopplung seines Best-of-Albums Curtain Call: The Hits und wurde am 6. Dezember 2005 veröffentlicht.

## Inhalt
When I’m Gone ist eines der persönlichsten Lieder von Eminem. Der Track ist seiner Tochter Hailie Jade gewidmet und erzählt davon, dass er aufgrund seiner Rapkarriere nicht genug für sie da sein kann. Der Künstler rappt dabei sowohl aus seiner Sicht, als auch aus der Perspektive seiner Tochter.
Die erste Strophe beginnt mit der Frage, ob man schon mal jemanden so sehr geliebt hat, dass man sogar einen Arm für ihn geben würde, und zwar nicht nur so dahergesagt, sondern es wirklich tun würde. Eminem erzählt davon, wie er sich zwischen seiner Karriere und der Sorge um seine Familie zerreißen muss. Er ist so beschäftigt damit, Texte zu schreiben und auf Tour zu gehen, dass er nicht genug Zeit hat, sich um seine Tochter zu kümmern. Der Refrain handelt davon, dass Hailie nicht traurig sein soll, wenn ihr Vater weg ist, da er sie in seinem Herzen trägt und in Gedanken immer bei ihr ist. In der zweiten Strophe rappt Eminem über einen Traum, in dem er mit seiner Tochter in Streit gerät, die ihn daran hindern will, das Haus zu verlassen. Anschließend steht Eminem vor einem Spiegel und sagt sich, dass er seine letzte Chance nach dem Auftritt abends nutzen muss, um seine Familie zu retten. In der dritten Strophe tritt der Rapper vor 60.000 Fans in Schweden auf. Er entdeckt seine Tochter im Publikum, die ihm vorwirft, sie angelogen zu haben und dass er seinen Ruhm und seine Arbeit mehr liebe als sie. Außerdem fordert sie ihn ironisch dazu auf, doch noch mehr Pillen einzuwerfen. Diese Textzeile ist ein Verweis auf Eminems Schlaftablettensucht, wegen der er bereits in stationärer Behandlung war. Daraufhin schließt sich der Vorhang und Eminem findet eine Pistole, die er gegen sich selbst richtet, abdrückt und „Stirb, Shady!“ ruft. Er sieht sein Leben an sich vorbeiziehen und erwacht geschockt aus dem Traum. Eminem geht hinaus, wo Hailie auf einer Schaukel sitzt. Seine ebenfalls anwesende Exfrau Kim umarmt er und sagt ihr, dass er sie vermisst hat.
Kurz nach dem Erscheinen der Single heirateten Eminem und Kim erneut, ließen sich allerdings nach weniger als drei Monaten wieder scheiden.
Aufgrund des Songtitels und insbesondere der Textzeile „Stirb, Shady!“ kamen Gerüchte auf, dass Eminem seine Karriere beenden wolle. In einem Gespräch mit MTV dementierte er dies allerdings und sagte, es sei lediglich das Ende eines Abschnitts seiner Karriere und auch das Ende seines Alter Egos Slim Shady. Auf seinem nach seiner Karrierepause 2009 veröffentlichten Soloalbum Relapse ließ er jedoch Slim Shady wiederauferstehen.

## Produktion
Eminem produzierte den Beat des Liedes selbst und verwendete dabei keine Samples anderer Lieder. Der Track wurde im 54Sound-Studio in Detroit aufgenommen.

## Musikvideo
Das Video zu When I’m Gone wurde von Anthony Mandler gedreht. Es orientiert sich stark am inhaltlichen Verlauf des Liedes.
Eminem befindet sich in einer Selbsthilfegruppe und tritt vor, um über seine Probleme zu berichten. Dann setzt der Song ein und Eminem zeigt seinen rechten Oberarm, auf dem eine Tätowierung mit dem Bild seiner Tochter Hailie Jade zu sehen ist. Anschließend wird er beim Schreiben eines Textes gezeigt, seine Tochter kommt zu ihm und fragt, wo ihre Mutter Kim ist, doch Eminem hat keine Zeit, sich mit ihr zu beschäftigen. Er verfällt in eine Art Traum und sieht, wie Hailie die Haustür mit Kisten versperrt, um ihn daran zu hindern, das Haus zu verlassen und auf Tour zu gehen. Als er geht, gibt sie ihm eine Halskette mit ihrem Foto als Andenken. Nun sieht man Eminem in einem Hotelzimmer und bei einem Auftritt in Schweden. Dort entdeckt er seine Tochter im Publikum, die ihm Vorwürfe macht, weil sich ihre Eltern haben scheiden lassen. Nach dem Auftritt steht Eminem vor einem Spiegel, in dem er sein Alter Ego Slim Shady sieht. Er schlägt den Spiegel ein und ruft „Stirb, Shady!“. Danach wacht er auf, es ist Frühling und Hailie schaukelt im Garten. Er geht zu seiner ebenfalls anwesenden Ex-Frau Kim und umarmt sie. Am Ende des Videos bekommt Eminem Applaus von der Selbsthilfegruppe für die Offenheit, seine Geschichte zu erzählen.
Tochter und Ex-Frau werden im Video von Schauspielern dargestellt, da Eminem und Kim bei der Erstellung des Videos getrennt waren. Kims zweite Tochter, für die Eminem auch das Sorgerecht hat, erscheint am Ende des Videos auf der Schaukel.

## Single

### Covergestaltung
Das Singlecover zeigt Eminem auf der Bühne stehend, dem Betrachter den Rücken zugewandt. Er blickt ins Publikum und hebt eine Hand zum Dank. Auf dem Boden liegen Rosen verstreut. Die Schriftzüge Eminem in weiß und When I’m Gone in grün befinden sich in der Mitte des Bildes.

### Chartplatzierungen
Die Single stieg in der 1. Kalenderwoche des Jahres 2006 in die deutschen Charts ein und erreichte in der 6. Kalenderwoche mit Platz 6 die Höchstposition. Insgesamt hielt sich das Lied 16 Wochen in den Top 100, davon vier Wochen in den Top 10.
| ChartsChartplatzierungen       | Höchstplatzierung | Wochen |
| ------------------------------ | ----------------- | ------ |
| Deutschland (GfK)              | 6 (16 Wo.)        | 16     |
| Österreich (Ö3)                | 7 (19 Wo.)        | 19     |
| Schweiz (IFPI)                 | 7 (20 Wo.)        | 20     |
| Vereinigte Staaten (Billboard) | 8 (17 Wo.)        | 17     |
| Vereinigtes Königreich (OCC)   | 4 (13 Wo.)        | 13     |

| ChartsJahrescharts (2006)      | Platzierung |
| ------------------------------ | ----------- |
| Österreich (Ö3)                | 49          |
| Schweiz (IFPI)                 | 63          |
| Vereinigte Staaten (Billboard) | 90          |

### Auszeichnungen für Musikverkäufe
Im Jahr 2022 wurde When I’m Gone für mehr als fünf Millionen Verkäufe in den Vereinigten Staaten mit einer fünffachen Platin-Schallplatte ausgezeichnet. Im gleichen Jahr erhielt es in Deutschland für über 150.000 verkaufte Einheiten eine Goldene Schallplatte.

| Land/Region                  | Auszeichnungen für Musikverkäufe (Land/Region, Auszeichnung, Verkäufe) | Verkäufe  |
| ---------------------------- | ---------------------------------------------------------------------- | --------- |
| Australien (ARIA)            | 6× Platin                                                              | 420.000   |
| Brasilien (PMB)              | Platin                                                                 | 60.000    |
| Dänemark (IFPI)              | Platin                                                                 | 90.000    |
| Deutschland (BVMI)           | Gold                                                                   | 150.000   |
| Italien (FIMI)               | Gold                                                                   | 10.000    |
| Neuseeland (RMNZ)            | 2× Platin                                                              | 60.000    |
| Österreich (IFPI)            | Gold                                                                   | 15.000    |
| Vereinigte Staaten (RIAA)    | 5× Platin (Single) · + Gold (Mastertone)                               | 5.500.000 |
| Vereinigtes Königreich (BPI) | Platin                                                                 | 600.000   |
| Insgesamt                    | 4× Gold · 16× Platin ·                                                 | 6.905.000 |

Hauptartikel: Eminem/Auszeichnungen für Musikverkäufe